# Шиманувка (Опатовський повіт)
Шиманувка (пол. Szymanówka) — село в Польщі, у гміні Ожарув Опатовського повіту Свентокшиського воєводства.
Населення — 128 осіб (2011).
У 1975-1998 роках село належало до Тарнобжезького воєводства.

## Демографія
Демографічна структура на день 31 березня 2011 року:
|          | Загалом | Допрацездатний вік | Працездатний вік | Постпрацездатний вік |
| -------- | ------- | ------------------ | ---------------- | -------------------- |
| Чоловіки | 64      | 12                 | 40               | 12                   |
| Жінки    | 64      | 6                  | 36               | 22                   |
| Разом    | 128     | 18                 | 76               | 34                   |